# Tenji
Cesarz Tenji lub Tenchi (jap. 天智天皇 Tenji tennō; ur. 626, zm. 671) — 38. cesarz Japonii, według tradycyjnego porządku dziedziczenia.
Tenji panował w latach 661–671.

## Życiorys
Tenji urodził się w 626 roku. Był synem cesarza Jomei oraz cesarzowej Kōgyoku. Nadano mu imię książę Naka no Ōe (jap. 中大兄皇子 Naka no Ōe no Oji).
Po śmierci cesarza Jomei w 642 roku władzę przejęła wdowa po nim, Kōgyoku, na podstawie prawa ustanowionego przez głowę rodu Soga – Soga-no-Iruka – zgodnie z którym tron dziedziczyli w pierwszej kolejności: małżonka i jej brat, a dopiero później syn zmarłego cesarza. Książę Naka-no-Ōe odczuwał więc uzasadnioną niechęć do arystokratycznego rodu Soga, który od kilkudziesięciu lat sprawował niemal całkowitą władzę nad rodziną cesarską. Wraz z Nakatomi no Kamatari (protoplastą rodu Fujiwara) 12 lipca 645 roku, w wieku 19 lat, zamordował Soga-no-Iruka na oczach matki, która z przerażenia abdykowała tego samego dnia. Cesarzem został Kōtoku.
Swoją późniejszą działalnością książę Naka-no-Ōe zyskał sobie poparcie rodu Soga, co przypieczętował małżeństwem z córką jednego z jego członków, Soga-no-Kurayamada. Po śmierci swojego wuja cesarza Kōtoku w 654 roku miał objąć tron, jednak zrzekł się korony na rzecz swej matki, która została cesarzową po raz drugi, przyjmując imię Saimei. Naka-no-Ōe miał jednak duży wpływ na sprawowanie władzy przez matkę.
W 661 roku pokierował sprzymierzonymi wojskami japońskimi i koreańskiego królestwa Baekje przeciw innemu królestwu koreańskiemu Silla (patrz: Kōgyoku). Po śmierci matki w tym samym roku postanowił, że nie zostanie intronizowany, dopóki nie rozstrzygnie się wojna przeciwko temu królestwu. Przez dwa lata Naka-no-Ōe kierował wojskami w Korei. W 663, kiedy zakończyła się rozstrzygająca bitwa, Naka-no-Ōe powrócił do Japonii i został intronizowany na cesarza w wieku 37 lat. Przyjął cesarskie imię Tenji (Tenchi).
W 663 roku Tenji ustanowił pierwszy znany dziś historykom kodeks prawny w historii Japonii.
Tenji zapisał się w historii Japonii jako dobry i zaradny władca. Zmarł w 672 w wieku zaledwie 46 lat. Miał wiele żon, konkubin i kochanek; łącznie miał ponad czternastkę dzieci. Został pochowany w Kioto.
Mauzoleum Tenji znajduje się w prefekturze Kioto. Nazywa się Yamashina no misasagi.